# Bienaventurado
Bienaventurado (deutsch: Gesegnet) ist das fünfte Studioalbum des puerto-ricanischen Reggaeton- und R&B-Sängers Bengie. Es erschien am 9. Juli 2009 auf dem Label People Music. Das Album ist überwiegend dem Genre Reggaeton zuzurechnen, auf dem Album findet man aber auch einen Salsa-Song und einige Lieder, die im Stil des Hip-Hops gehalten sind. In Bienaventurado handeln die Texte über das Leben als Bienaventurado.

## Planung und Entstehung
Zwei Monate nach der Veröffentlichung seines letzten Albums setzte Bengie sich mit seinem Entdecker und Freund Manny Montes zusammen, um ein neues Album zu planen. Bengie nahm sein Zeugnis als Inspiration für sein Album und kam so auf den Namen Bienaventurado. Daraufhin wurden 30 Beats von Produzenten des Labels A Fueguember Music für das 17 Songs umfassende Album vorausgesucht. Bengie verfasste die Texte für seinen Long Player mit Hilfe von Manny Montes, Luis Marrero und King Hamburg. Die Aufnahmen fanden in den Bengiestudios statt, der Part von Manny Montes im Estudio A Fueguember. Die fertigen Songs dann im Bendicion Studio Hamburg von Cingrai & King Hamburg abgemischt.

## Titelliste
| Nr. | Titel               | Gastbeiträge         | Beteiligte | Min. |
| --- | ------------------- | -------------------- | --- | ---- |
| 1.  | Vivo Agradeciendote |                      | Musik: Bengie, Jay Zamot, Pablo Jose Urezqua                                                                  | 7:47 |
| 2.  | Bienaventurado      |                      | Musik: Bengie, Luis Marrero, Jay Zamot; Sandy NLB; Obel El Arquitecto                                         | 4:39 |
| 3.  | Keep Moving Forward | Mickey Medina        | Musik: Bengie; Manny Montes; DJ Pablo; Sandy NLB; Eli „El Mozart“; Cingrai „La Melodia De La Calle“           | 4:00 |
| 4.  | Zapatitos Rotos     | Mickey Medina, Kenix | Musik: Bengie, Luis Marrero, Jose Antonitos, Jay Zamot, Kenix, Mickey Medina                                  | 3:48 |
| 5.  | Aqui Estoy Yo       |                      | Musik: Bengie, DLG Beats, Jay Zamot, Eli „El Mozart“, Los Magnificos                                          | 4:03 |
| 6.  | En Obediencia       | Manny Montes         | Musik: Bengie, Manny Montes, Sandy NLB, Los Salseros, Andres & Cingrai                                        | 3:58 |
| 7.  | Imigrantes          |                      | Musik: Bengie, King Hamburg, Sandy NLB, Eli „El Mozart“, Jay Zamot, Andres, Luis Marrero                      | 3:26 |
| 8.  | Llename             |                      | Musik: Bengie, Los Salseros, Jay Zamot, Obed El Arquitecto, Manny Montes                                      | 3:10 |
| 9.  | Yo Soy              |                      | Musik: Bengie, Sandy NLB, DLG Beats                                                                           | 4:07 |
| 10. | Vivimos Guerreando  |                      | Musik: Bengie, Manny Montes, Sandy NLB, Obed El Arquitecto, Andres & Cingrai, Eli „El Mozart“, Los Magnificos | 3:20 |
| 11. | Siento Que Me Muero | Angel Gabriel        | Musik: Bengie, Angel Gabriel, Jay Zamot                                                                       | 4:20 |
| 12. | Arca De Noe         | Kenix, Josha B       | Musik: Bengie, Kenix, Josha B, Jay Zamot, Sandy NLB                                                           | 3:26 |
| 13. | Indigentes          |                      | Musik: Benige, Manny Montes, Luis Marrero, Cingrai, Jay Zamot, Sandy NLB                                      | 3:45 |
| 14. | Pronto LLegare      |                      | Musik: Bengie, Andres & Cingrai, King Hamburg                                                                 | 5:39 |
| 15. | El Vive             |                      | Musik: Bengie, Manny Montes                                                                                   | 6:21 |
| 16. | Al Papa Freestyle   | Manny Montes         | Musik: Bengie, Manny Montes, Sandy NLB                                                                        | 4:04 |
| 17. | Al Papa 2 Freestyle | Mickey Medina        | Musik: Bengie, Mickey Medina, Sandy NLB                                                                       | 4:01 |

## Inhalt

### Musik und Texte
Die meisten Songs des Albums sind im klassischen Stil des Reggaeton gehalten mit dem typischen Rhythmus, dem sogenannten „Dembow“. Dagegen erinnert Track Nummer 3 (Keep Moving Forward) eher an Old-School-Hip-Hop, ähnlich wie das Intro (Vivo Agradeciendote). Der Song Zapatitos Rotos ist mehr ein Mix aus Salsa und Bachata. Auch findet man auf der LP ein Kinderlied, Arca De Noe, das Bengie mit zweien seiner Kinder aufnahm. Trotz weiterer Songs ohne den für Reggaeton typischem Dembowrhythmus ist dieses Album mehr als „Puro Reggaeton“. Die Texte handeln von Themen wie Immigration der Mexikaner in den USA, persönlichen Problemen und Depression. Große Aufmerksamkeit bekam auf diesem Album seine Liebe zu Gott und Jesus Christus.

## Promotion

### Musikvideos
Zwei Singles wurden von Bienaventurado ausgekoppelt: Das Kinderlied Arca De Noe und der Hip-Hop-Song Vivimos Guerreando.
Arca De Noe
Arca De Noe (Arche Noah) wurde am 18. Mai 2009 veröffentlicht; auf dem Song imitieren seine drei Söhne die Geräusche von Tieren, die auf der Arche leben. Regisseur war Rey Pirin, das Video wurde im Zoo von Arecibo gedreht.
Vivimos Guerreando
Vivimos Guerreando (Wir leben um zu kämpfen) wurde am 3. Januar 2010 veröffentlicht. Regisseur war Manny Montes. Das Video wurde in Las Vegas, Nevada gedreht. Bengies ältester Sohn ist ebenfalls im Video zu sehen.

### Konzerte
Auf Konzerten wurden wenige Songs des Albums zum ersten Mal einem größeren Publikum vorgetragen:
- En Obediencia (2. Februar 2009); auf einem Konzert von Manny Montes in Hamburg wurde der Song vorgetragen.
- Zapatitos Rotos (16. April 2009); Bengie sang den Song auf einem Konzert in Lima mit Mickey Medina.
- Keep Moving Forward (3. Juni 2009); bei dem Puerto Rican Pride Day in New York sang er den Titel mit Manny Montes und Daddy Yankee. Auf der Originalversion sind nur Bengie und Mickey Medina zu hören.

## Erfolge
Die Single Arca De Noe erreichte nur den 32. Platz in der PR Chartlist und in den US-Gospelhits nur Platz 114. Auch im übrigen Lateinamerika machte die Single wenig Aufsehen. Allerdings erreichte Vimios Guerreando Platz 1 der PR Chartlist sowie Platz 3 der US-Gospelhits; die Single war in jedem Land Lateinamerikas in den Top Ten. Das Album erreichte in den puerto-ricanischen Charts Platz 2.